# Reglamento (derecho de la Unión Europea)
Un Reglamento es una norma jurídica de la legislación europea con alcance general y aplicación y eficacia directa. Esto implica que es directamente aplicable en todos los Estados de la Unión, sin que sea precisa ninguna norma jurídica de origen interno o nacional que la transponga para completar su eficacia plena. Asimismo, puede ser invocada la tutela jurisdiccional ante los tribunales nacionales o comunitarios por los particulares.
Se contrapone a la Directiva, también de alcance general, porque mientras ésta fija unos objetivos y un plazo vinculantes, dejando libertad a los Estados para escoger los medios adecuados (mecanismo de transposición), el reglamento es directamente aplicable y obligatorio en todos sus elementos desde su publicación en el Diario Oficial de la Unión Europea y su posterior entrada en vigor. Lo que lo distingue de la decisión es precisamente la aplicación o alcance general de que esta última carece.

## Clasificación
Desde la entrada en vigor del Tratado de Lisboa en 2009, y de acuerdo con los artículos 289 a 291 del TFUE, existen, con los caracteres antedichos, tres subtipos que se distinguen formal (de acuerdo con la autoridad que los dicta), funcional (por la función que se les asigna) y jerárquicamente (con Lisboa esta cuestión, antes discutida, parece haberse consagrado a pesar de la omitirse su enunciación explícita) dentro de la categoría general del reglamento, a saber:
- el reglamento legislativo, que emana de la autoridad legisladora del Parlamento Europeo y del Consejo (procedimiento legislativo ordinario) o de alguna de estas dos instituciones (procedimientos legislativos especiales), que lo adoptan precisamente en su ejercicio del poder legislativo comunitario, pronunciándose sobre propuesta de la Comisión. Los actos jurídicos así conformados constituyen un acto legislativo de la Unión.
- El reglamento delegado, que se activa previo mandato o habilitación contenida en un acto legislativo, con el objeto de que la Comisión complete o modifique, en elementos no esenciales, la eficaz aplicación del mismo, por medio de esta norma de aplicación general y eficacia directa. Los actos legislativos delegantes "delimitarán de forma expresa los objetivos, el contenido, el alcance y la duración de la delegación de poderes. La regulación de los elementos esenciales de un ámbito estará reservada al acto legislativo y, por lo tanto, no podrá ser objeto de una delegación de poderes" (art. 290.1 TFUE). El reglamento delegado deberá expresar esta naturaleza en su propio título, y no estará revestido de la naturaleza de acto legislativo.
- El reglamento de ejecución, que la Comisión o, en casos específicos y debidamente justificados, el Consejo, podrán adoptar en ejercicio de sus funciones ejecutivas cuando sea preferible una aplicación uniforme de un acto jurídicamente vinculante de la Unión (de la naturaleza que fuere), en sustitución de cualesquiera mecanismos nacionales. En el título de estos actos no legislativos deberá figurar asimismo la expresión "de ejecución".

Es de hacer notar que esta misma graduación o escala de actos legislativos y actos no legislativos, delegados o de ejecución, es también aplicable a los otros dos tipos de normas jurídicas comunitarias vinculantes, la directiva y la decisión, si bien sus efectos serán los propios de cada una de ellas. 
Significativamente, en la nonata Constitución Europea el reglamento en fase legislativa adoptaba la denominación de "Ley europea", mientras que en las otras dos su nombre era el de "Reglamento delegado" o "Reglamento de ejecución".